# Красностуденческий проезд (остановка)
Остано́вка «Красностуде́нческий прое́зд» — остановка в Москве со старейшим трамвайным павильоном, расположенным на пересечении одноимённой улицы и улицы Дубки, у одноименного парка. Внутренняя площадь залов составляет 39,2 м². Спроектирована в 1926 году  архитектором — Евгением Шервинским. Установлена около 1936 года. По состоянию на 2022-й используется по назначению — как трамвайная остановка маршрутов № 27 и № 29, в павильоне также открыт магазин.

## История

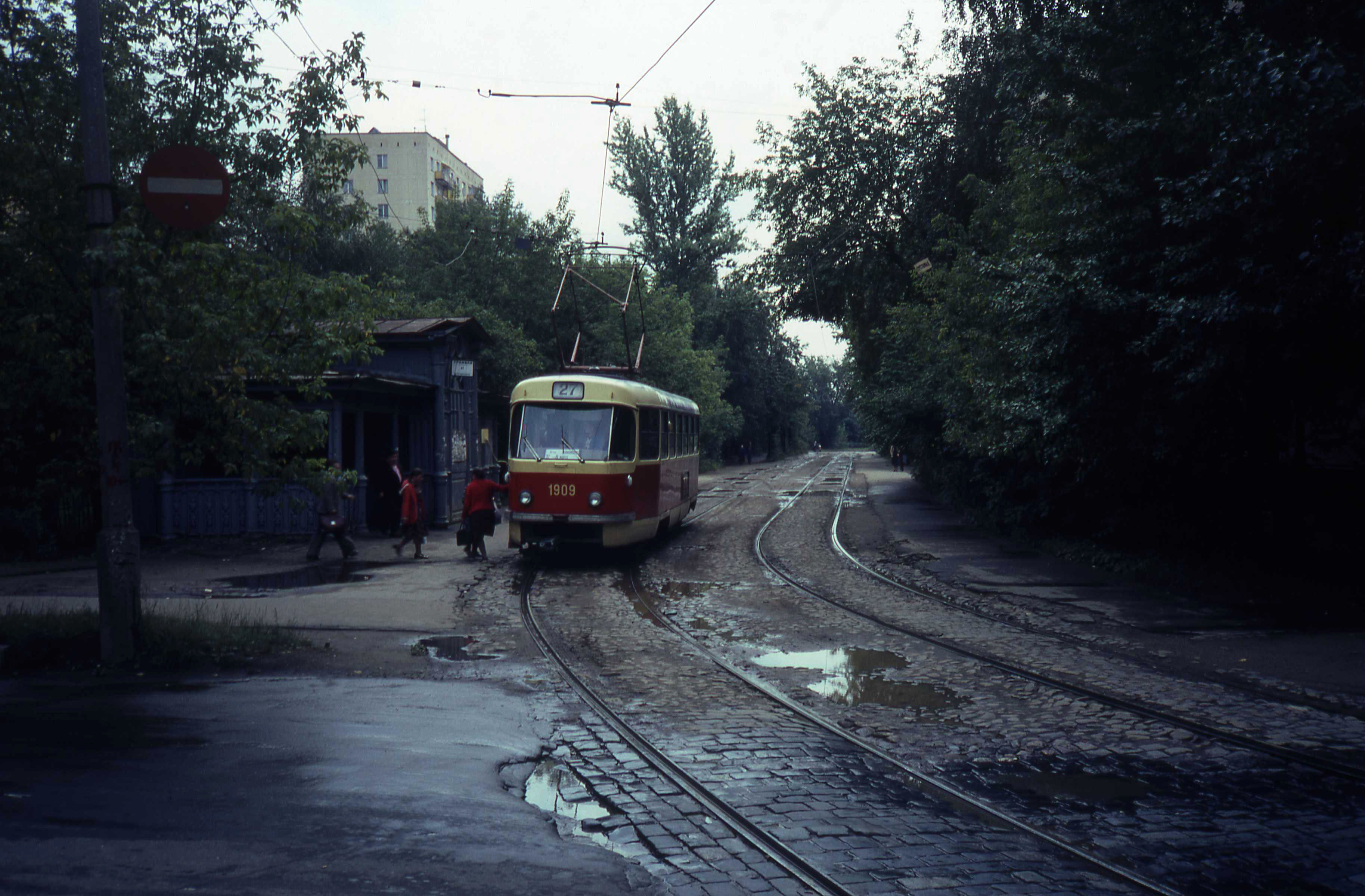
Остановка в 1982 году

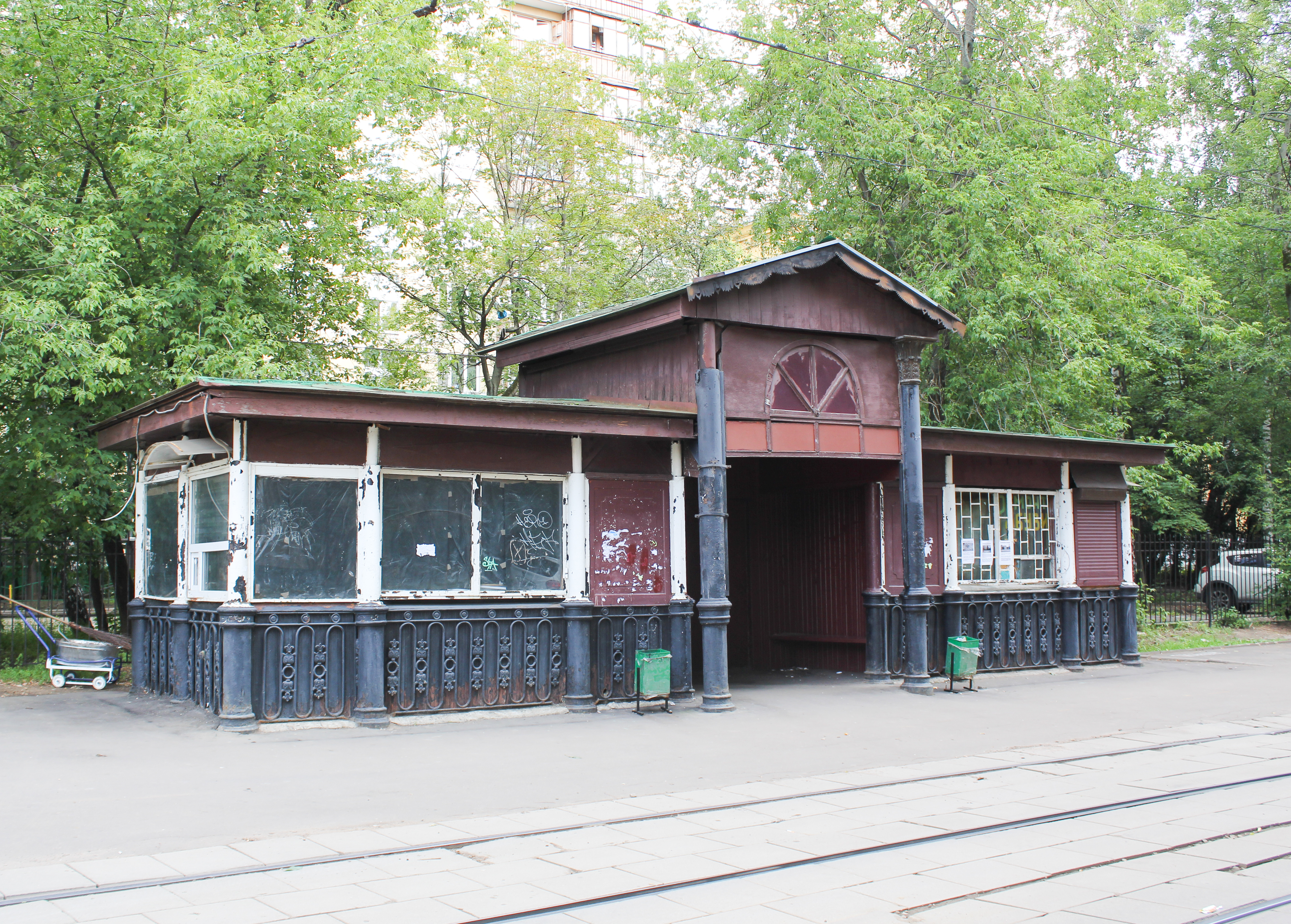
Состояние в 2015 году

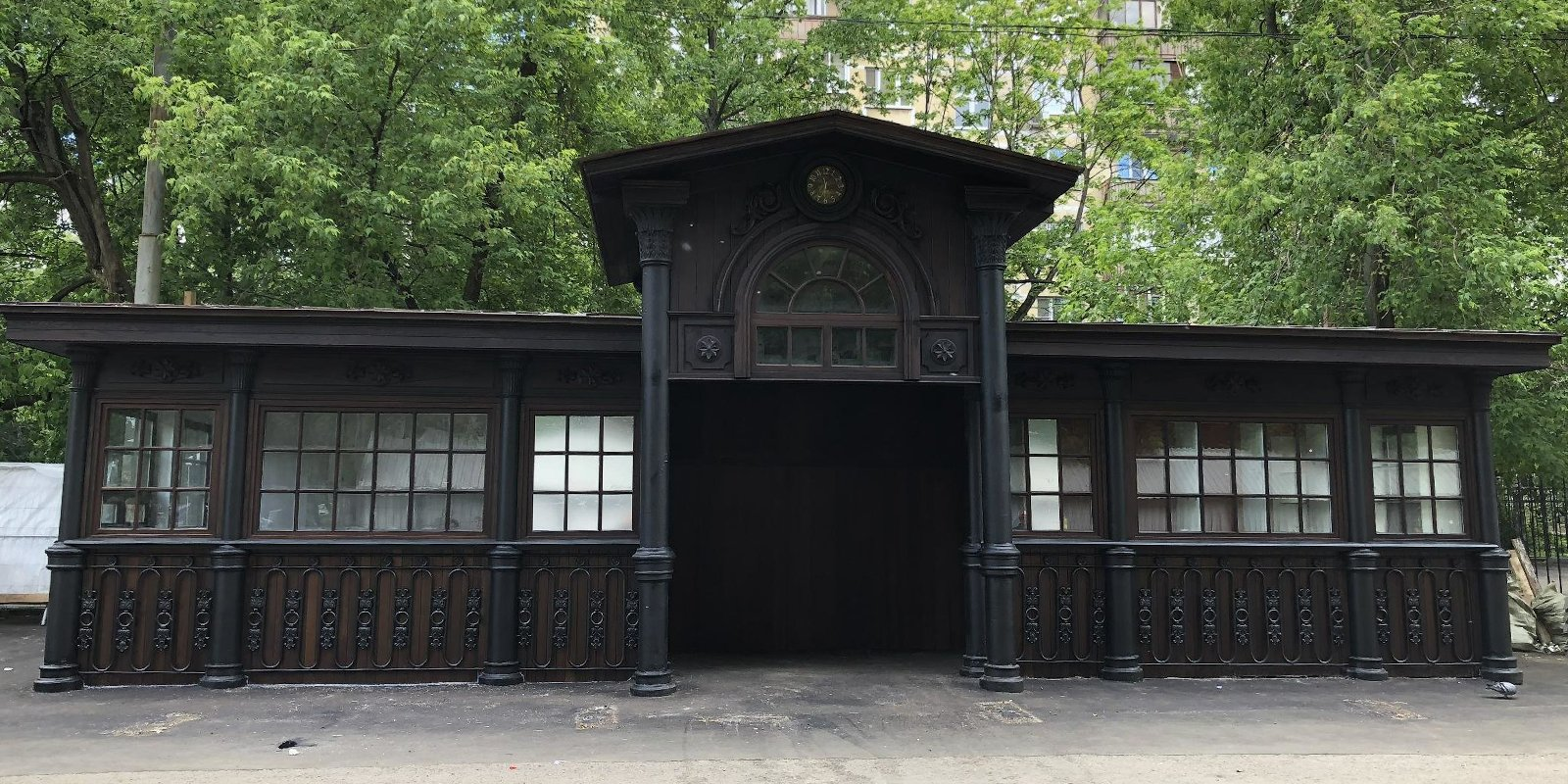
Павильон после реставрации, 2018 год

Первой трамвайной линией в Москве была открытая в 1886 году конка — её вагоны приводили в движение лошади, а линия шла от Бутырской заставы до площади Савёловского вокзала. «Паровички» — трамваи на паровой тяге — пришли на заменку конкам в 1891-м. Из-за высокой пожароопасности новые линии проложили по самым окраинам города. Один из маршрутов тянулся до Петровской земледельческой академии, к нему относилась и остановка «Красностуденческий проезд». Первый павильон на ней был построен в конце 1890-х годов по проекту архитектора Франца Когновицкого.
В конце 1920-х началось первое расширение и реконструкция трамвайных линий. Бо́льшую часть московских остановок создал архитектор Евгений Шервинский: в архиве бывшего машиностроительного завода «Красная Пресня» сохранились чертежи за его подписью от 1926 года. Вопреки распространённой информации, павильон на Красностуденческом проезде датируется не концом XIX века, а первой третью XX-го: проект Шервинского стал типовым, подобные павильоны были сборными и монтировались по всему городу. Вероятно, при работе Шервинский вдохновлялся остановками работы Когновицкого и перенёс некоторые их черты. В целом же проект Шервинского не имел сходства с предшествовавшим: вместо принятого в архитектуре малых форм белого цвета его павильон был чёрно-коричневым, узор решёток был выдержан в едином стиле с оградами московских бульваров. Более основательной была вся конструкция — чугунные колонны укреплили в бетонной площадке-фундаменте. Функциональное назначение также решалось несколько иначе — вместо открытых зон пассажирам были предоставлены закрытые залы ожидания. Идентичный образец павильона остановки сохранился в Войковском районе на кругу трамвайной линии недалеко от Ленинградского шоссе. Долгое время он использовался как склад инструментов рабочих транспортной службы, закрыт металлическими щитами и поэтому отлично сохранился, не пострадав от агрессивного воздействия погоды.
В 1980—1990 годы остановка сильно пострадала от пожара, были утрачены все деревянные элементы, уцелели только чугунные колонны и решётка в нижней части. Павильон находился в аварийном состоянии, однако в нём длительное время функционировали пункт приёма ремонта обуви и торговая палатка.

## Современность
18 декабря 2013 года павильон получил статус выявленного объекта культурного наследия, а 8 июня 2015 года был признан памятником регионального значения. В 2016-м остановка «Красностуденческий проезд» вошла в программу столичных властей «рубль за метр», по которой инвесторы получают от города льготную ставку долгосрочной аренды на объект культурного наследия при условии, что переданное здание будет отреставрировано и поддерживаться в надлежащем виде. В ноябре того же года павильон был выставлен на торги со стартовой стоимостью в 900 тысяч рублей, победителем стала индивидуальный предприниматель Анна Паничкина. Итоговая сумма ежегодной аренды составила 3,7 млн рублей.
В мае 2017 года была подписана проектная документация по восстановлению павильона и приспособлению его к эксплуатации, а в июле того же года объекту присвоили статус памятника культурного наследия города Москвы.
Павильон пришлось практически создавать заново: из-за пожара и многолетнего разрушения сохранились только постаменты и нижние части чугунных колонн. Восемнадцать малых капителей по внешнему периметру были отлиты по образцу одной сохранившейся детали во внутренней части остановки. Между колоннами вмонтировали деревянные панно с восстановленным узором рельефной резьбы.
В начале августа 2018 года реставрация была завершена. По словам арендатора, центральная часть павильона останется для целевого использования — зоны ожидания пассажиров, а остальную территорию отдадут под социальный магазин.